# Gravador digital de vídeo em rede
Um gravador digital de vídeo em rede, também conhecido em inglês como "NVR" (Network Video Recorder), é um programa de software que grava vídeo em um formato digital para uma unidade de disco, unidade flash USB, cartão de memória SD ou outro dispositivo de armazenamento em massa.